# Robert Murray M'Cheyne
Robert Murray M'Cheyne (ook wel: Robert Murray MacCheyne, Edinburgh, 21 mei 1813 – Dundee, 25 maart 1843) was een Schots predikant die een diepgaande invloed had op zijn gemeenschap en de bredere kerk. In 1835 werd hij predikant in de Kerk van Schotland, waar hij bekend werd om zijn vurige en bezielde preken. Belangrijke thema's in zijn prediking waren de vergeving van zonden en de noodzaak van wedergeboorte, onderwerpen die hij met grote overtuiging en hartstocht behandelde.
M'Cheyne was ook een productief schrijver. Hij publiceerde diverse christelijke boeken en liederen die veel weerklank vonden onder gelovigen. Zijn geschriften weerspiegelen zijn diepgaande theologische inzichten en zijn hartstochtelijke geloof. In 1839 ondernam M'Cheyne samen met zijn vriend en collega Andrew Alexander Bonar een zendingsreis naar het toenmalige Palestina. Deze reis had een blijvende impact op zijn leven en werk en versterkte zijn toewijding aan missionaire activiteiten en evangelisatie.
Het leven van M'Cheyne's werd vroegtijdig beëindigd toen hij op slechts 29-jarige leeftijd stierf aan tyfus.  Enkele maanden na zijn overlijden werd de Free Church of Scotland opgericht, een beweging waar ook zijn gemeente in Dundee zich bij aansloot. Zijn vroege dood was een groot verlies voor allen die zijn prediking liefhadden gekregen. M'Cheyne's nalatenschap leeft voort in de levens die hij raakte en de blijvende vrucht van zijn werk en geschriften.

## Jeugd
Geboren in Edinburgh op 21 mei 1813, was Robert Murray M'Cheyne het jongste kind van een welvarend middenklassegezin. Zijn vader, Adam M'Cheyne (17 januari 1781 - 24 februari 1854), afkomstig uit Thornhill in het Dumfriesshire, bekleedde een prominente positie bij de hoogste rechterlijke instantie van Schotland. Zijn moeder, geboren als Lockhart Murray Dickson (1772 - 15 mei 1854), stamde af van een aanzienlijke familie uit het dorp Ruthwell in hetzelfde graafschap. Naast Robert had het gezin nog twee zoons: David Thomas (14 augustus 1803 - 8 juli 1831) en William Oswald Hunter (19 oktober 1809 - 24 oktober 1892), en een dochter, Elizabeth (1806 - 1888), bekend als Eliza tijdens haar leven.
Robert vertoonde al op jonge leeftijd een opmerkelijke intelligentie en leerde het Griekse alfabet al op vierjarige leeftijd. Zijn vroege onderwijservaringen en intellectuele nieuwsgierigheid brachten hem naar de Universiteit van Edinburgh op slechts veertienjarige leeftijd in 1827. Hier begon hij zijn academische reis, die zou uitmonden in een toegewijde studie van theologie onder leiding van vooraanstaande figuren zoals Thomas Chalmers, een invloedrijke Schotse wiskundige en theoloog die later een sleutelfiguur werd bij de oprichting van de Free Church of Scotland. Hij bestudeerde ook kerkgeschiedenis onder Dr. Welsh, een autoriteit op dat gebied in zijn tijd.
Een tragische gebeurtenis tijdens zijn jeugd was de vroege dood van zijn broer David op slechts 27-jarige leeftijd in 1831. Dit verlies trof Robert diep en betekende een keerpunt in zijn leven. Hij zocht troost en richting in de geschriften van theologen zoals Jonathan Edwards, wiens diepgaande werken hem inspireerden, en Samuel Rutherford, een Schotse predikant uit de 17e eeuw wiens theologische geschriften een blijvende invloed op hem hadden. Ook de biografie van de Amerikaanse zendeling David Brainerd (1718 - 1747) maakte een diepe indruk op hem, wat zijn spirituele toewijding verder versterkte.
Robert Murray M'Cheyne's jeugd speelde een cruciale rol in het vormen van de fundamenten voor zijn latere theologische en pastorale roeping. Zijn vroege jaren werden gekenmerkt door een diepgeworteld verlangen naar geestelijke groei en een toewijding aan dienstbaarheid. Deze periode van zijn leven legde de basis voor zijn toekomstige werk en invloed binnen de kerk, waar hij bekend zou worden om zijn vurige preken, toewijding aan gebed, en zijn medeleven met anderen.

Beïnvloed door
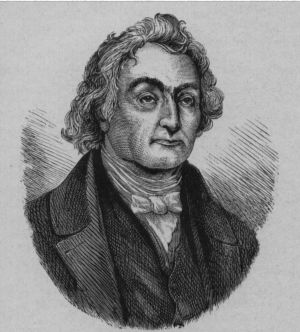
Thomas Chalmers (17 maart 1780 - 31 mei 1847), hoogleraar theologie.
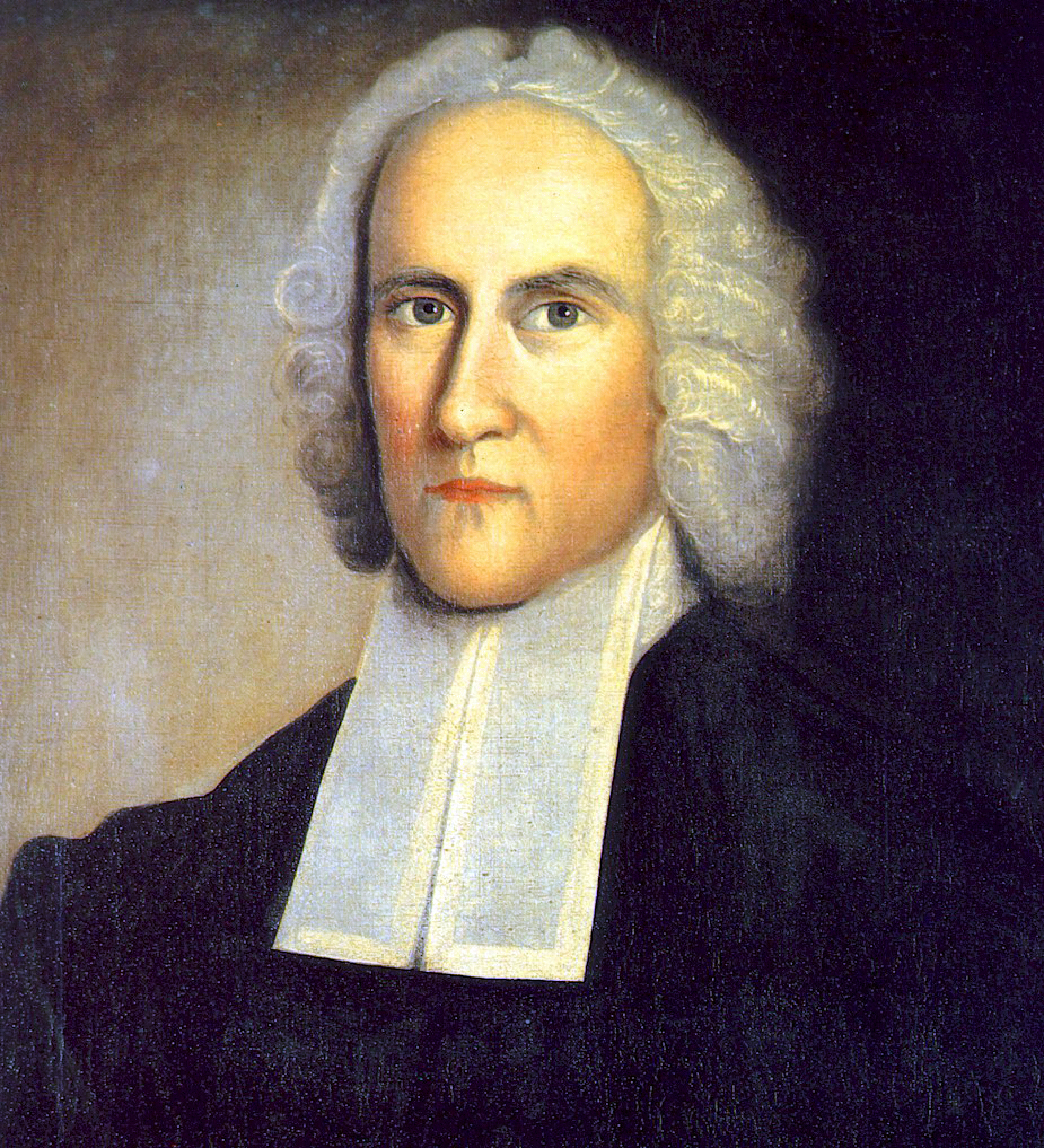
Jonathan Edwards (5 oktober 1703 - 22 maart 1758), theoloog, predikant en filosoof.
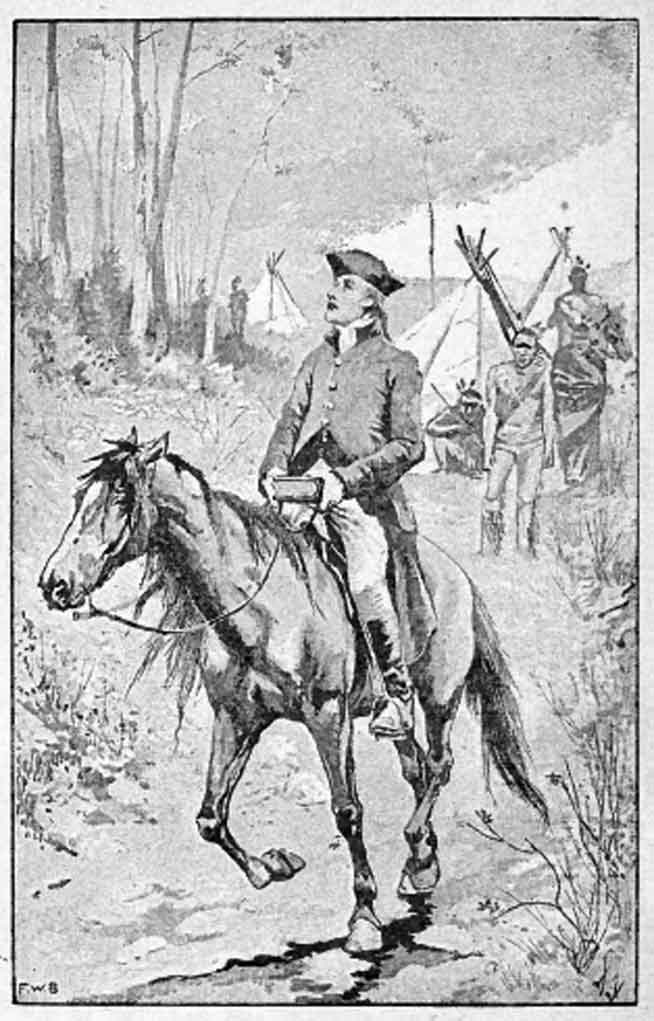
David Brainerd (20 april 1718 - 9 oktober 1747), Amerikaanse zendeling.

## Herder en leraar
Hij verliet de universiteit op 29 maart 1835, en preekte voor het eerst op 1 juli 1835 in de pastorie van Annan, en kort daarna in de kerk van Ruthwell, nabij Dumfries. Op 7 november 1835 begon hij als assistent van John Bonar in de parochie van Larbert en Dunipace, nabij de stad Falkirk, en bleef op deze positie tot 1838. Hij werd gewijd als de eerste predikant van de St. Peter's Church in Dundee op 24 november 1836, waar hij zijn eerste preek hield over Jesaja 61:1-3; zijn zus Elizabeth voegde zich bij hem als beheerder van de pastorie. M'Cheyne bekleedde zijn positie in de kerk tot zijn dood op 29-jarige leeftijd, als gevolg van een tyfusepidemie.
Een verklaring voor het succes van zijn preken wordt gegeven door William G. Blaikie:
Het nieuwe element dat hij naar de kansel bracht, of liever dat hij nieuw leven inblies en zoveel gebruikte dat het nieuw leek, was charme. Het was een bijna vrouwelijke eigenschap. Een mededogen dat veel van zijn preken in elegische gedichten veranderde [...] en dat deze huivering overbracht op veel zielen. [...] En geen Schots publiek hoeft de onschatbare waarde van de evangelisatiewerkzaamheden die door hem en zijn broeders zijn begonnen, en nog steeds worden voortgezet en vaak gezegend zijn door heel ons land, te worden uitgelegd.

Portret van M'Cheyne.

Tevens werd M'Cheyne getekend door de strikte naleving van de kerkregelementen en een groot besef van Gods recht. Andrew Bonar vertelt dat een man M'Cheyne op een nacht benaderde om te vragen zijn kind, dat op sterven lag, te dopen. M'Cheyne ging naar het ziekenbed van het kind en, omdat de ouders nooit naar de kerk waren geweest, verweet hij hen hun goddeloosheid en de vreselijke schuld die zij tegenover God zouden moeten voelen, voordat hij weigerde de doop uit te voeren en het huis verliet. Deze benadering wordt ook weerspiegeld in M'Cheyne's opvatting dat gelovigen zich zullen verheugen in het bestaan van de hel, omdat zij "zich zullen verheugen over alle deugden van God, inclusief Zijn laatste rechtvaardig oordeel over degenen die tegen Hem in opstand zijn gekomen". Hoewel de hel vaak naar voren komt in zijn preken, sprak hij er niet lichtvaardig over. M'Cheyne vroeg eens op een maandag aan zijn goede vriend Andrew Bonar waar hij de afgelopen zondag over had gepreekt. Bonar antwoordde: "Over de hel." M'Cheyne vroeg hem daarop: "Heb je er over gepreekt met tranen?"
De populariteit van M'Cheyne is mede te verklaren door de hernieuwde belangstelling van de burgers voor godsdienst, alsmede de politieke invloed die hij kreeg. Als gevolg van de Corn Laws die de graanmarkt in het Verenigd Koninkrijk reguleerden, steeg de broodprijs en werden arbeiders tot armoede gedreven. Op een bijeenkomst van een vereniging tegen deze wetten, op 21 februari 1840, zou er zijn gezegd: "Dhr. M'Cheyne zei dat als er twintig christenen in Dundee waren die baden, hun ijver voor de Heere hen snel van de graanwetten zou bevrijden zonder naar het parlement te hoeven gaan."

## Gedichten
Zijn verzameld werk werd kort na zijn overlijden in het Nederlands vertaald. Sinds 1980 worden zijn boeken weer geregeld herdrukt. Ze worden vanwege hun calvinistische inslag graag gelezen door bevindelijk gereformeerden. Zijn bekendste gedicht is Het wachtwoord der hervormers (vertaald door de bekende predikant-dichter Jan Jakob Lodewijk ten Kate). Dit gedicht wordt nog geregeld in preken aangehaald.

| Origineel | Vertaling |
| --- | --- |
| I once was a stranger to grace and to God, I knew not my danger, and felt not my load; Though friends spoke in rapture of Christ on the tree, Jehovah Tsidkenu was nothing to me. I oft read with pleasure, to sooth or engage, Isaiah's wild measure and John's simple page But e'en when they pictured the blood-sprinkled tree Jehovah Tsidkenu seem'd nothing to me. Like tears from the daughters of Zion that roll, I wept when the waters went over His soul Yet thought not that my sins had nail'd to the tree Jehovah Tsidkenu - 'twas nothing to me. When free grace awoke me, by light from on high, Then legal fears shook me, I trembled to die No refuge, no safety in self could I see, - Jehovah Tsidkenu my Saviour must be. My terrors all vanished before the sweet name; My guilty fears banished, with boldness I came To drink at the fountain, life-giving and free, - Jehovah Tsidkenu is all things to me. Jehovah Tsidkenu! my treasure and boast, Jehovah Tsidkenu! I ne'er can be lost; In thee I shall conquer by flood and by field, My cable, my anchor, my breast-plate and shield! Even treading the valley, the shadow of death, This "watchword" shall rally my faltering breath; For while from life's fever my God sets me free, Jehovah Tsidkenu, my death song shall be. | Eens was ik een vreemd’ling voor God en mijn hart; Ik kende geen schuld en gevoelde geen smart. Ik vroeg niet: Mijn ziel, doorziet gij uw lot? Hoe zult gij rechtvaardig verschijnen voor God? Al sprak daar een stem uit de Heilige Blaân Van ’t Lam, met de zonden der wereld belaân, Ik zocht bij de kruispaal geen veilige wijk, ‘k stond blind, en van verre, in mijzelven zo rijk. Ik deed als Jeruzalems dochters weleer: Ik weende om de pijn van mijn lijdenden Heer, En dacht er niet aan, dat ik-zelf door mijn schuld Zijn kroon had gevlochten, Zijn beker gevuld. Maar toen mij Gods Geest aan mijzelf had ontdekt, Toen werd in mijn ziele de vreeze gewekt. Toen voelde ik wat eisen Gods heiligheid deed: Daar werd al mijn deugd een wegwerpelijk kleed! Toen vluchtte ik tot Jezus! Hij heeft mij gered; Hij heeft mij verlost van het vonnis der Wet; Mijn heil en mijn vrede en mijn leven werd Hij: Ik boog me, en geloofde, en mijn God sprak mij vrij. Nu ken ik die waarheid, zo diep als gewis, Dat Christus-alleen mijn gerechtigheid is! Nu tart ik de dood, nu verwin ik het graf, Nu neemt mij geen satan de zegenkroon af! Nu reis ik getroost onder ’t heiligend kruis, Naar ’t erfdeel daar Boven in ’t Vaderlijk huis: Mijn Jezus geleidt mij door de aardse woestijn: Gestorven voor mij! Zal mijn zwanenzang zijn! |

Een van zijn beroemde gedichten componeerde hij in 1838 na het lezen van het werk Call to the Unconverted to Turn and Live van theoloog Richard Baxter:
Though Baxter’s lips have long in silence hung,

And death long hush’d that sinner-wakening tongue,

Yet still, though dead, he speaks aloud to all,

And from the grave still issues forth his “Call”:

Like some loud angel-voice from Zion hill,

The mighty echo rolls and rumbles still.

Oh grant that we, when sleeping in the dust,

May thus speak forth the wisdom of the just!

## De missie naar Palestina

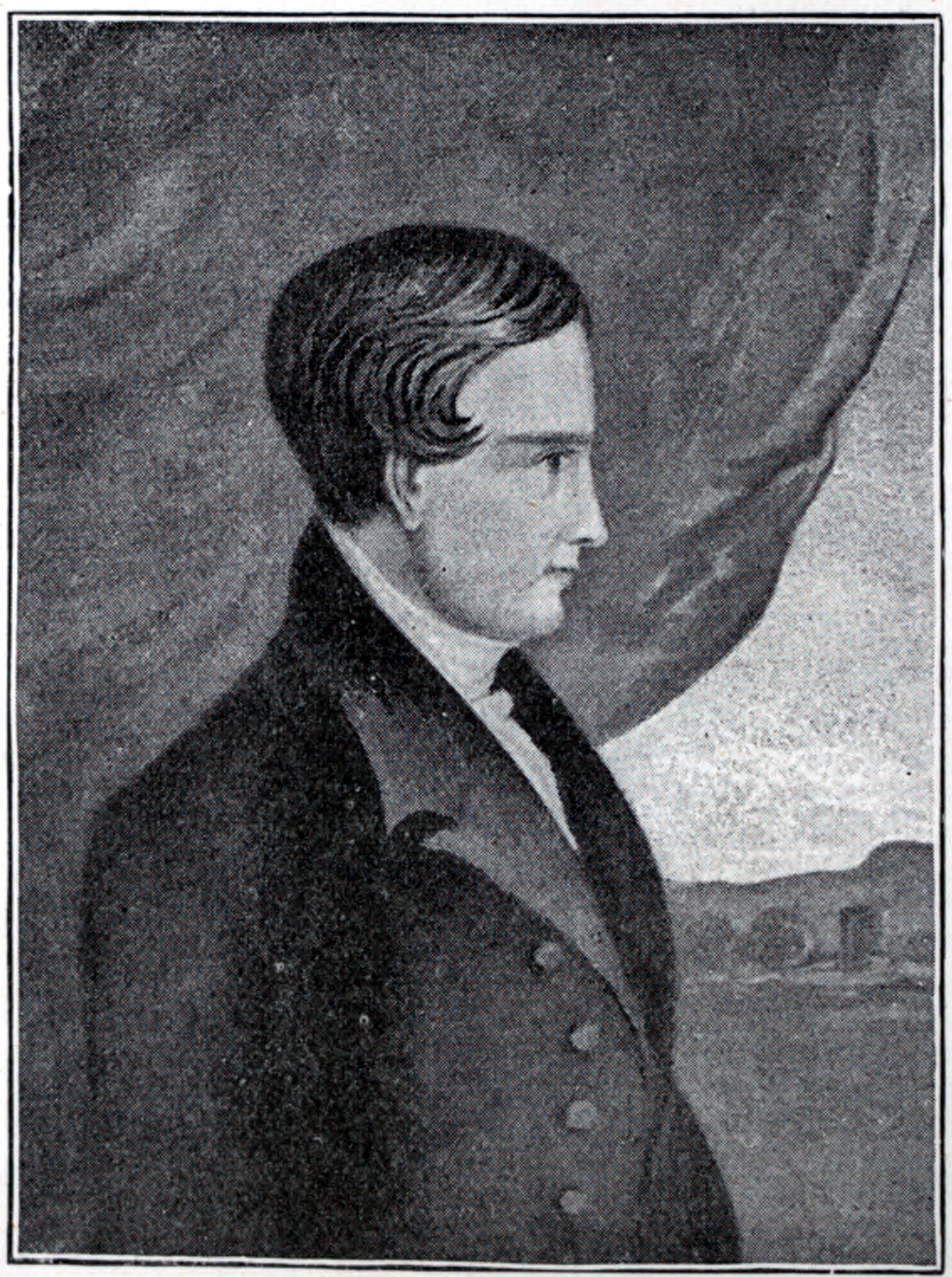
Robert Murray M'Cheyne tijdens zijn missie "The Sea of Galilee Mission of the Free Church of Scotland"

In maart 1839 stelde dokter Candlish voor dat M'Cheyne naar Palestina zou gaan met een delegatie bestaande uit Andrew Alexander Bonar en twee oudere predikanten, dokter Alexander Black, professor in de theologie in Aberdeen en Franssprekend, en dokter Alexander Keith, auteur van bekende werken. Het doel werd omschreven als "het onderzoeken van de omstandigheden van de joden", maar een lezing van het reisverslag laat zien dat het eerder om bekering ging. Omdat hij sinds december van het voorgaande jaar erg ziek was, ondersteunden de artsen van M'Cheyne het idee, daarbij benadrukkend dat "het warmere klimaat van de Middellandse Zee gunstig zou zijn voor zijn herstel".
M'Cheyne vertrok vanuit Schotland en kwam op 30 maart 1839 aan in Londen, waar hij voor de eerste keer naartoe ging. Hij bezocht de stad en deed observaties over de staat van de Kerk van Schotland:
We moeten iets doen voor de Kerk [van Schotland] hier. Het is van groot belang. Er wordt gezegd dat er 100.000 Schotten in Londen zijn, en toch zijn er maar weinig die trouw blijven aan de Kerk van hun voorouders.

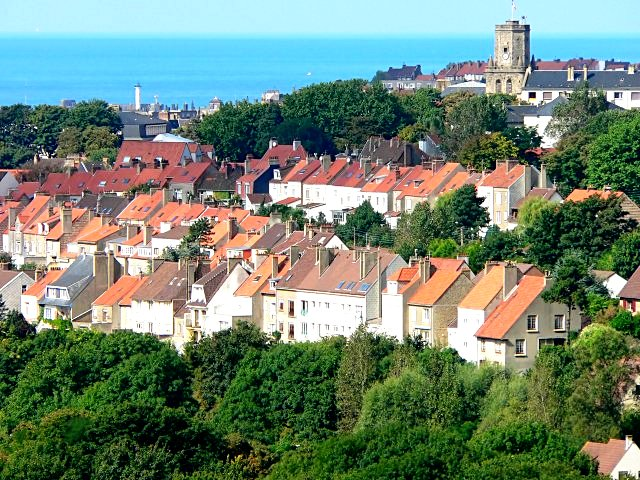
Boulogne-sur-Mer

Op 12 april 1839, om zes uur 's ochtends, kwam de groep aan in Dover, de eerste stad in een lange reeks tijdens een missie naar Palestina die zeven maanden zou duren. Ze arriveerden om 11 uur in Boulogne-sur-Mer, en vertrokken de volgende dag om 10 uur met de postkoets naar Parijs, onderweg langs Nouvion en dineren in Abbeville. M'Cheyne was nauwelijks enthousiast over de Franse keuken, waarover hij schreef: Ik heb een grote afkeer van hun Franse gerechten en De verschrikkingen van een Frans ontbijt zijn onbeschrijflijk. De groep bereikte Dijon op 18 april, reisde vervolgens door Tournus en Trévoux voordat ze Lyon bereikten op 20 april. Na een stop in Avignon, kwamen ze aan in Marseille waar de inscheping zou plaatsvinden. Omdat het tien dagen zou duren voordat ze de stoomboot naar Malta konden nemen, besloten ze Italië te bezoeken langs de Middellandse Zeekust. Ze arriveerden in Genua, en vervolgens in Livorno op 26 april, waarvan M'Cheyne het aantal van 20.000 joden vermeldde en waar dokter Black preekte in het hotel voor 60 à 70 mensen. In alle bezochte plaatsen informeerden ze naar het aantal joden, bezochten synagogen en spraken met rabbijnen. Omdat sommige boeken die ze meebrachten tegenstrijdige opvattingen hadden met die van de Rooms-Katholieke Kerk, werden ze permanent verbannen uit Toscane en de meeste boeken in beslag genomen.

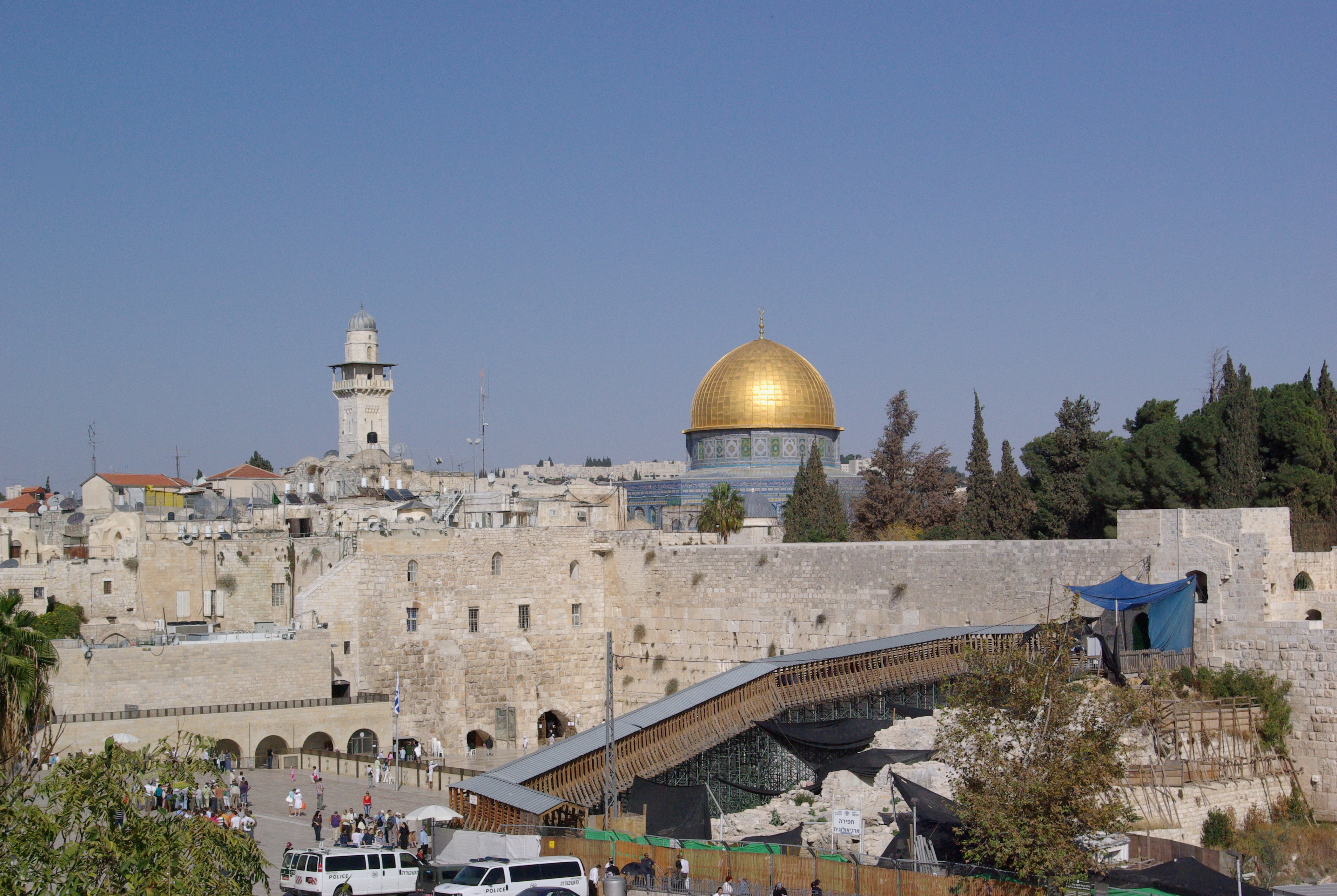
Jeruzalem

Op 3 mei scheepten ze in op de Lyeurgue naar de haven van Valletta (Malta), en vertrokken op 7 mei om 7 uur. Ze passeerden Kaap Tainaron, het zuidelijkste punt van Griekenland waar ze de heuvels konden zien, en vervolgden via Kaap Malea voordat ze het eiland Serifos in de Cycladen bij nachtzicht bereikten. Na een korte stop in Griekenland hervatten ze hun reis op Le Léonidas in zuidoostelijke richting, langs het eiland Kreta op 12 mei en ankerden de volgende dag om 4 uur in Alexandrië. Een geval van pest was gemeld in de stad, waardoor deze in quarantaine was. Om quarantaine-maatregelen tijdens de rest van de reis te vermijden, adviseerde consul Larkis om over land te reizen in plaats van over zee; daarom kozen ze El-Arish als doorgang naar Palestina. Ze verlieten Alexandrië op 16 mei en doorkruisten Opper-Egypte, via het Meer Mariout, Abu Qir en Rashid, waar ze getuigen van een situatie die ze als "slavernij" beschrijven:
De dorpen zijn erbarmelijk; de inwoners zijn vuil, halfnaakt en bijna allemaal oud. Het is uiterst zeldzaam om robuuste jonge mannen te ontmoeten; omdat iedereen gedwongen wordt om in het leger te gaan, blijven alleen vrouwen en oude mannen over om het land te bewerken.
De dorpen die ze doorkruisten, boden ook de gelegenheid om de lokale gebruiken te observeren, wat soms leidde tot vreemde scènes wanneer een groep Egyptische boeren de Schotten uitnodigde om de waterpijp te roken:
Een twintigtal halfnaakte boeren verzamelden zich om ons heen [...] Ze boden ons verse knoflook aan, en wilden dat we in hun lange pijpen zouden roken.

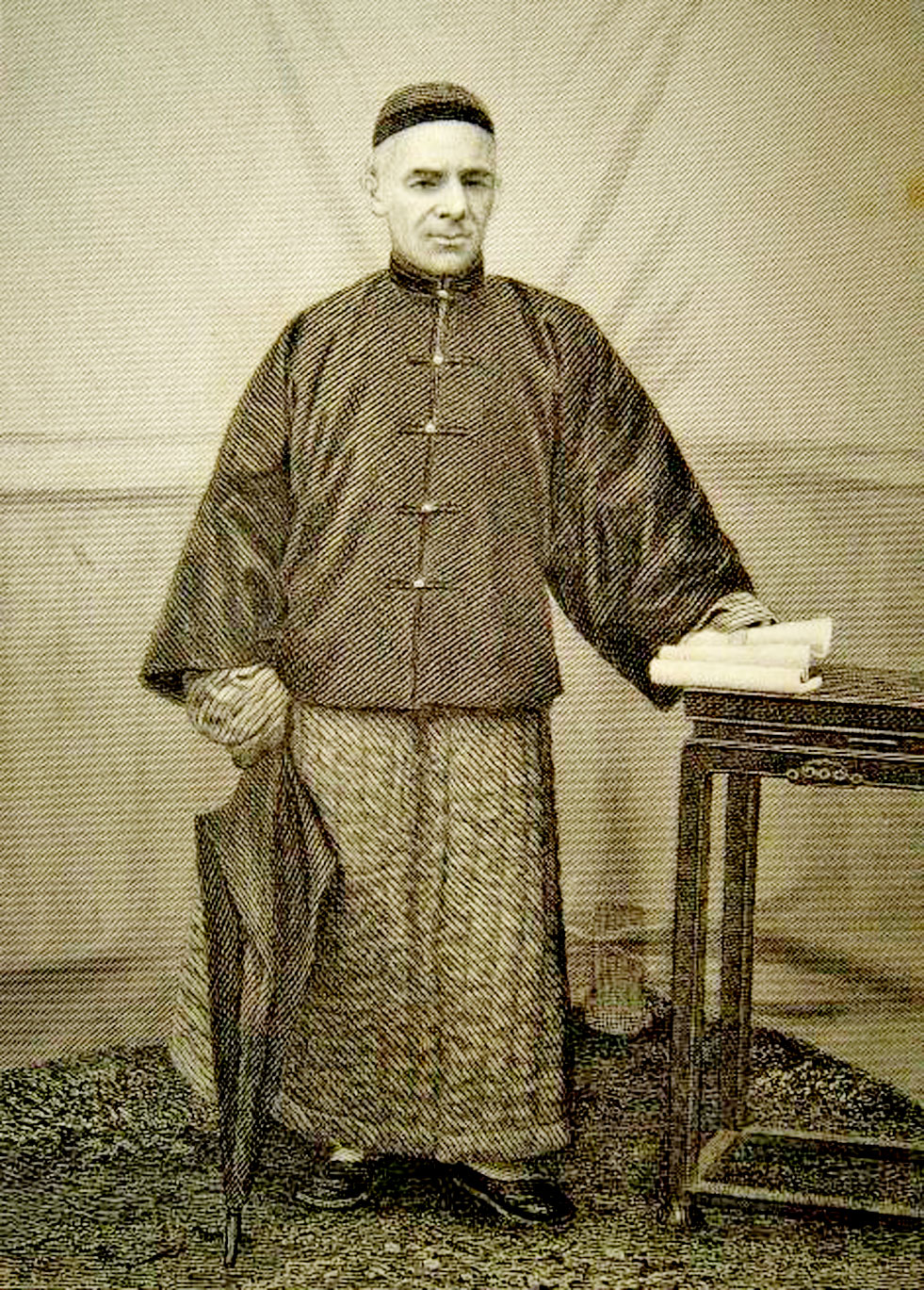
William Chalmers Burns (1 april 1815 – 4 april 1868).

De reis ging verder naar Damietta. Op 23 mei staken ze de Saitische tak van de Nijl over en kwamen aan in Tanis. Ze waren in El-Arish op 30 mei. Toen ze Gaza naderden, hoorden ze dat de pest de stad teisterde, wat hen dwong hun route te wijzigen: op 5 juni moesten ze rechtstreeks naar Jeruzalem gaan, zonder zelfs via Hebron te passeren zoals gepland. Eenmaal in Jeruzalem op 7 juni, legde de pest een relatieve quarantaine op, waardoor ze de stad en haar omgeving konden bezoeken en informatie konden inwinnen over de joden en hun cultuur; toen de pest zich verder verspreidde, werd besloten op 18 juni te vertrekken, maar een week rust op de Karmelberg op 21 juni was nodig om de pest te bestrijden. M'Cheyne bereikte Constantinopel en keerde op 22 november terug naar Dundee via Moldavië en Hamburg.
Het 446 pagina's tellende rapport van de missie voor het Comité van de Kerk van Schotland werd in mei 1842 gepubliceerd als Narrative of a Visit to the Holy Land and Mission of Inquiry to the Jews ("Het verslag van een bezoek aan het Heilige Land en de missie van onderzoek naar de joden"). Dit leidde vervolgens tot andere missies met betrekking tot de joden, door de Kerk van Schotland en de Free Church of Scotland. Tijdens de afwezigheid van M'Cheyne in zijn parochie werd hij vervangen in zijn preken door zijn assistent William Chalmers Burns genaamd de Kilsyth. Vijfentwintig van de brieven die M'Cheyne aan zijn vader stuurde, werden in mei 1848 door deze laatste gepubliceerd.

## Overlijden en nalatenschap
Een tyfusepidemie woedde in Dundee, met name in de wijk rond de St. Peterskerk. Terwijl M'Cheyne de zieken bezocht om hen te ondersteunen, raakte hij besmet. Op de avond van 14 maart 1843 voelde hij zich ziek en werd hij 's ochtends op 25 maart dood verklaard door Dr. Gibson. Zijn begrafenis vond vijf dagen later plaats in de St. Peterskerk, waar ook zijn graf zich bevindt in de noordwestelijke hoek. De begrafenis werd bijgewoond door naar schatting 7000 mensen. Zijn vriend Andrew Alexander Bonar hield de begrafenisrede en schreef later in december een biografie van M'Cheyne, die werd gepubliceerd samen met enkele van zijn manuscripten onder de titel The Memoir and Remains of the Rev. Robert Murray McCheyne ("De herinnering en overblijfselen van de Reverend Robert Murray M'Cheyne"). Het boek had een blijvende invloed op het evangelisme wereldwijd, met 17 edities die binnen 3 jaar werden verkocht en alleen al in Groot-Brittannië 80.000 exemplaren werden verkocht.

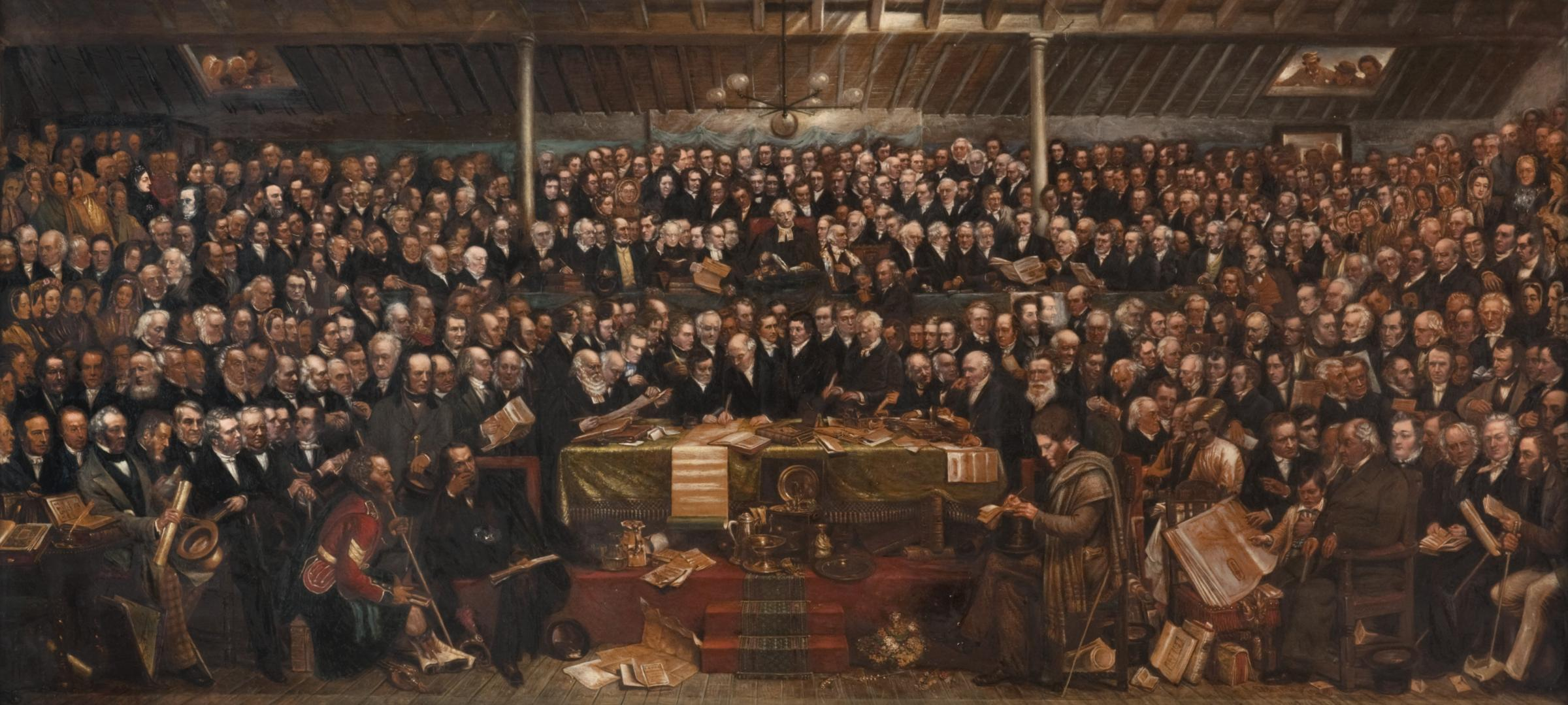
De vergadering gefotografeerd door David Octavius Hill tijdens het schisma van 1843.

M'Cheyne stierf precies twee maanden voor het schisma van 1843, waarbij 450 predikanten van de Church of Scotland zich afsplitsten om de Free Church of Scotland te vormen. Zijn naam wordt daarom met veel respect gedragen in alle takken van het Schotse presbyterianisme, hoewel hij een uitgesproken mening had tegen de Erastianen die tot de splitsing leidden. Bonar vertelt ons het volgende voorval:
En toen, op 7 maart van het volgende jaar (d.w.z. 1843), de zaak van de Kerk eindelijk voor het House of Commons zou worden bepleit, vond ik hem schrijven: 'Memorabele nacht in het Britse parlement! Opnieuw staat Koning Jezus voor een aards gerechtshof, en zij herkennen Hem niet!' 
Eliza Law, moeder van Andrew Bonar Law, premier van het Verenigd Koninkrijk, was een fervent bewonderaar van dominee M'Cheyne. Omdat ze al een van haar kinderen Robert had genoemd, koos ze er in 1858 voor haar vierde kind Andrew te noemen, ter ere van de biograaf van M'Cheyne.

## Boeken
Ondanks zijn overlijden op jonge leeftijd schreef M'Cheyne een groot aantal boeken. Enkele bekende in het Nederlands vertaalde werken zijn:
- Nu reis ik getroost;
- De blinkende Morgenster;
- Zo grote zaligheid;
- De bruidegom tegemoet;
- Zie, Ik sta aan de deur en Ik klop;
- O, Israels verwachting;
- De Bron van zaligheid.